# How Green Was My Goblin!
«How Green Was My Goblin!» (рус. Каким зелёным был мой гоблин!) — сюжетная арка комиксов, написанная Стэном Ли и проиллюстированая Джоном Ромитой-старшим, в августе 1966 года.
Данная арка включает выпуски The Amazing Spider-Man #39-40. Зелёный гоблин узнал, что под маской Человека-паука находится Питер Паркер и, похитив его, попытался избавиться от него, но перед предполагаемой смерти героя он раскрывают свою тайну личности, и Питер узнаёт что под маской Зелёного гоблина был отец его лучшего друга Гарри Озборна — Норман Озборн. Также была объяснена связь Озборна с профессором Штроммом.

## Сюжет
Зелёный гоблин хочет отомстить Человеку-пауку и планирует раскрыть его тайну всему миру. Тем временем, Питер чувствует, что он чем-то заболевает, и посещает доктора Бромвелла. Во время визита доктор говорит Питеру, что тётя Мэй не должна испытывать резких потрясений или волнений, иначе это может привести к летальному исходу. В университет прибывает Гарри Озборн. Когда Гарри спрашивает, всё ли в порядке, отец сердито на него огрызается, и Гарри начинает волноваться.
Питер видит, в чём дело, и Гарри начинает делиться с ним своими опасениями с Гвен Стейси. Когда Человек-паук пробирается по паутине, чтобы проветрить простуженную голову, он обнаруживает, что происходит ограбление, и начинает бороться с бандой преступников. Чем дольше он сражается, тем больше подозрений у него возникает, и в конце концов его правота подтверждается, когда в него попадает газ. Этот газ, придуманный Зелёным гоблином, не даёт работать его Паучьему чутью. Когда он покидает крышу здания, то снова переодевается в Питера Паркера, а Гоблин незаметно наблюдает за ним.
Когда Гоблин следует за ним домой, он говорит его имя в микрофон и узнаёт его истинную личность. Гоблин сталкивается с Паркером на улице и нападает на него. Питер борется, чтобы тётя Мэй не узнала правду, но Гоблин вскоре сбивает Питера с ног и обматывает его тросом из стального сплава. Пока его везут в логово Гоблина, Питер пытается распутать трос, но у него ничего не получается. Так как Гоблин уверен, что уничтожит Человека-паука, то показывает, что он не кто иной, как сам Норман Озборн.
Питер попадает в ловушку Нормана Озборна, который раскрыл своё злодейское альтер эго Зелёного гоблина. Питер заманивает его в ловушку, упоминая Гарри и играя на его эмоциях, чтобы заставить его говорить. Норман рассказывает, как он постоянно работал, чтобы обеспечить себя, и всегда уделял работе больше внимания, чем сыну. Он рассказывает, как профессор Штромм всего лишь занял деньги с общего счета, но Норман вызвал полицию, заявив об этом как о краже, оставив компанию в своих руках. Норман рассказывал, что Штромм оставил формулы, и он решил их изучить. Когда он работал над одной из формул, она взорвалась, и он попал в больницу.
Это превращение изменило его, и он задумал использовать ресурсы своей компании, чтобы стать суперзлодеем. Тётя Мэй сильно переживает из-за того, что Питер не звонит ей, и Анна Уотсон вызывает доктора Бромвелла. Тем временем Бетти Брант на вокзале понимает, что должна вернуться в Нью-Йорк и встретиться со всеми, но не знает, как это сделать. Питер всё ещё работает над стальными тросами, а Гоблин вспоминает о битвах с Человеком-пауком, и выдаёт их за победы. Во время схватки Гоблин достаёт оглушающие бомбы, электрический кнут и, наконец, гоблинскую пушку. Когда Человек-паук наносит удар, Гоблин попадает во множество проводов под напряжением и химикатов, и начинается пожар.
Человек-паук бросается к нему, не желая его убивать, но Норман не знает, где он и почему он в костюме. Не желая разрушать свою репутацию или чувства Гарри, он быстро переодевается в костюм, чтобы полиция отвезла его в больницу. Питер спешит домой, а доктор Бромвелл только что дал успокоительное тёте Мэй. Мэй начинает заботиться о «лихорадке» Питера, а Гарри навещает отца в больнице.

## Коллекционные издания
- The Amazing Spider-Man Omnibus Vol. 2[4]